# راسيل سيمبسون
راسيل سيمبسون (بالإنجليزية: Russell Simpson)‏ هو لاعب كرة مضرب نيوزيلندي، ولد في 22 فبراير 1954 في أوكلاند في نيوزيلندا.

## وصلات خارجية
- راسيل سيمبسون على موقع رابطة محترفي التنس (الإنجليزية)
- راسيل سيمبسون على موقع الاتحاد الدولي لكرة المضرب (الإنجليزية)
- راسيل سيمبسون على موقع كأس ديفيز (الإنجليزية)
- راسيل سيمبسون على موقع خلاصة التنس.كوم (الإنجليزية)